# Zoocosmius minor
Zoocosmius minor är en skalbaggsart som först beskrevs av Jordan 1894.  Zoocosmius minor ingår i släktet Zoocosmius och familjen långhorningar.
Artens utbredningsområde är:
- Benin.
- Gabon.

Inga underarter finns listade i Catalogue of Life.